# Afraltha
Afraltha is een geslacht van vlinders van de familie slakrupsvlinders (Limacodidae).

## Soorten
- A. chionostola (Hampson, 1910)
- A. luxuriosa (Hering, 1928)
- A. xanthocharis (Clench, 1955)